# Љубеж в Лазих
Љубеж в Лазих (словен. Ljubež v Lazih) је насељено место у општини Литија, Засавска регија, Словенија.

## Историја
До територијалне реорганизације у Словенији био је у саставу старе општине Литија.

## Становништво
У попису становништва из 2011. године, Љубеж в Лазих је имао 11 становника.
| Број становника према пописима | Број становника према пописима | Број становника према пописима |
| ------------------------------ | ------------------------------ | ------------------------------ |
| 1991                           | 2002                           | 2011                           |
| 10                             | 6                              | 11                             |

Напомена: Године 2018. извршена је мала размена територија између насеља Љубеж в Лазих и Нова Гора (Литија) и Церовица (Шмартно при Литији, Средњесловенска регија).